# Begyűjtési Minisztérium
A Begyűjtési Minisztérium (rövidítése: BgyM) a Magyar Népköztársaság egyik minisztériuma volt. 1952. január 5-én jött létre, az Élelmezési Minisztérium kettéválasztásával. (A másik új minisztérium az Élelmiszeripari Minisztérium lett.) Élén a begyűjtési miniszter állt. 1956. december 31-én szűnt meg.

## Története
A begyűjtés „a mezőgazdasági termények és termékek kötelező beszolgáltatása” az államnak. A hosszan tartó kivételes közellátási helyzet miatt Magyarországon már a második világháború alatt is volt begyűjtési és vetéskényszer, ám a kötelezettség csupán a termények szűk körére vonatkozott, és nem célozta a teljes termékfelesleg elvételét.
A második világháború után, 1948-ban ismét bevezették a begyűjtést, amely egészen 1956 decemberéig az állami terményalap összegyűjtésének legfőbb módszere volt. A beszolgáltatott terményekért az önköltséget sem fedező, jelképesnek tekinthető árat fizettek, ezáltal a mezőgazdaságban keletkező jövedelem nagy részét elvonták. A begyűjtés mértékénél nem voltak tekintettel az évi tényleges terméseredményre; előfordult, hogy a család fejadagját vagy a jövő évi vetőmagot vitték el. A beszolgáltatási kötelezettség elmulasztását büntetőjogi eszközökkel is szigorúan büntették. A begyűjtési rendszer politikai célja a paraszti magántermelés ellehetetlenítése, a kulákság tönkretétele, a kollektivizálás felgyorsítása  volt.
A begyűjtés ügyében illetékes minisztériumot csak 1952. január 5-től nevezték Begyűjtési Minisztériumnak. Ez a minisztérium az addigi Élelmezési Minisztérium kettéválasztásával jött létre (a másik utódtárca az Élelmiszeripari Minisztérium lett).

## Vezetői
Első minisztere Nagy Imre volt, aki 1952. január 5-től november 14-ig töltötte be ezt a pozíciót. A Rákosi-kormányban Nagy Imre lett az egyik miniszterelnök-helyettes, míg a begyűjtési miniszteri tárcát Tisza József vette át. (1954. július 6-ig). A második Nagy Imre-kormány alatt ezt a pozíciót 1956. október 27-ig Szobek András töltötte be. Utóda, Gyenes Antal, aki  1956. október 27. és november 1. között a begyűjtési miniszter volt, 1956. október 31-i miniszteri nyilatkozatában bejelentette a kötelező beszolgáltatás és a minisztérium felszámolását. (Papp István megjegyzi, hogy "Gyenes 1945-ben ugyanazért érvelt a begyűjtés szükségessége mellett, mint amilyen okokból a forradalom idején felvetette annak eltörlését. Mindkétszer a parasztság sorsát ismerő és vele azonosuló politikus szólalt meg".
A mindenkori miniszter munkáját három miniszterhelyettes segítette; maga a miniszter csak a Titkárságot, a Kollégiumot, a Személyzeti Főosztályt és a Közgazdasági Osztályt irányította közvetlenül, míg a többi szervezeti egység irányításáért a helyettesek feleltek. A miniszterhelyettesek közül az egyik az elvi főosztályokat (Begyűjtésfelügyeleti Főosztály, Terv Főosztály, Tájékoztatási Osztály), egy másik a szakfőosztályokat (Terménybegyűjtési Főosztály, Terményforgalmi és Raktározási Igazgatóság, Malomipari Igazgatóság, Beruházási Igazgatóság, Szállítási Osztály), a harmadik pedig a funkcionális részlegeket (Minisztériumi Főkönyvelőség, Munkaügyi és Bérosztály, Gazdasági Hivatal) irányította, valamint – a logikai rendet kissé megbontva – utóbbi felügyelete alá tartozott az Állat- és Állatitermék-begyűjtési Főosztály is. A miniszterhelyettesi posztokon a tárca működésének öt éve alatt Tasnádi Sándor, Kovács Imre, Sághy Vilmos, Polonyi Szücs Lajos és Petőházi Tivadar álltak.